# Overwatch
Overwatch — науково-фантастична відеогра жанру командного шутера від першої особи, представлена компанією Blizzard Entertainment 7 липня 2014 року на BlizzCon і видана 24 травня 2016 року для платформ Microsoft Windows, PlayStation 4 і Xbox One. У цій грі команди гравців змагаються в різних режимах, керуючи героями з можливістю змінювати їх прямо в бою.

## Ігровий процес

Ігровий процес за Фару при Штурмі. Знизу міститься інформація про стан персонажа, його озброєння і здібності. Угорі — прогрес команд. Текст зліва — журнал подій. Червоним кружком вказано місце знаходження цілі, яку слід захопити

### Основи
Гра зосереджена на збройному протистоянні двох команд з 6-и учасників, котрі борються на спеціальних місцевостях (картах) в різних регіонах Землі. Гравець бачить світ гри очима персонажа. Інтерфейс надає інформацію про здоров'я персонажа, зброю, боєзапас, доступні можливості та прогрес команд. Між героями можна переключатися прямо під час місії. Для кожного з них існують унікальні здібності та докладна біографія.
Всі герої мають змогу боротися як шляхом стрілянини, так і в ближньому бою. Боєзапас нескінченний, але зброя мусить перезаряджатися. Деяка зброя має крім звичайного альтернативний режим стрільби, наприклад, енергетичними імпульсами в основному і ракетами в альтернативному. Крім того герої наділені унікальними здібностями, які дають тактичні переваги: кидання гранат, установка пасток, прискорення тощо. З часом герой накопичує заряд для своїх суперздібностей, при цьому накопичення пришвидшується, якщо він завдає ушкоджень противникам. Використання суперздібностей дає велику перевагу команді та може переломити хід битви. При зміні персонажа рівень заряду обнуляється.
Деякі герої мають щити і броню, які приймають на себе атаки і з часом виснажуться. Після цього ворожі атаки віднімають здоров'я. Коли герой гине, він тимчасово покидає поле бою і згодом повертається. Бій завершується коли всі учасники однієї з команд загинули, або виконано/провалено поставлену мету.
В боях герої збільшують свій рівень розвитку і отримують контейнери з умістом, який дозволяє надати їм більше індивідуальності. В контейнерах знаходяться випадкові предмети, якими гравець змінює вигляд свого персонажа, або віртуальна валюта для покупки бажаних предметів. Кожні 10 рівнів гравець отримує в нагороду рамку для портрета свого героя. За визначні досягнення, такі як отримання 50 рівня чи зіграну 100-у гру, даються медалі. Гравець може переглянути свою статистику, таку як проведений у грі час, скільки він грав за кожного героя, сумарну кількість завданих ушкоджень, число знищень ворожих героїв.

### Ролі
Кожний з героїв якимось чином приносить користь своїй команді, виконуючи ролі штурмовика, захисника, «танка» або підтримки. Ці ролі визначають основний вид діяльності та тактику.
- Штурмовик (англ. Offence) — зосереджується на виконанні основних завдань і завдає багато ушкоджень противникам. Він веде відкритий бій та особисто знищує протиборчих героїв.
- Захисник (англ. Defence) — спеціалізується на обороні та диверсіях, стримує натиск противників і укріплює союзні позиції.
- «Танк» (англ. Tank) — володіє підвищеним захистом, завдяки чому проривається крізь оборону і веде за собою команду.
- Підтримка (англ. Support) — допомагає іншим героям, лікуючи їх та посилюючи. Безпосередньо не знищує противників, але забезпечує ефективність інших героїв.

### Режими
Гра має чотири режими з різними правилами гри. Для кожного режиму існує по три карти, що зображають різні місця світу. Гравцям доступно не тільки грати один проти одного, але й проти керованих комп'ютером персонажів. Вони можуть обрати грати з гравцями такого ж рівня чи різних, запрошувати до змагань тільки друзів, налаштувати гру, заборонивши якихось героїв або встановивши швидкість накопичення заряду суперздібності.
- Штурм (англ. Assault) — команди борються між собою за контроль над картою шляхом утримання ключових точок. Нападники намагаються захопити нові точки, а захисники — утримати свої, поки не вичерпається відведений час. Карти: Храм Анубіса (Єгипет), Ханамура (Японія), Конструкторське бюро Вольської (Росія), Горизонт (місячна база).
- Ескорт (англ. Escort) — команда нападників намагається доставити вантаж до пункту призначення, а захисники повинні перешкодити їм це зробити у визначений термін. Карти: Гібралтарський спостережний пост (Overwatch), Дорадо (Мексика), Шосе 66 (США).
- Контроль (англ. Control) — впродовж кількох раундів команди змагаються у захопленні точки. Перемагає та, яка зможе здійснити це більше разів. Карти: Вежа Ліцзян (Китай), Іліос (Греція), Непал, Оаза (Середній Схід).
- Штурм/Ескорт (англ. Assault/Escort) — команда спочатку мусить захопити вантаж, а потім доставити його у визначене місце. Противники відповідно намагаються зробити те саме. Карти: Королівський провулок (Англія), Нумбані (ПАР), Голлівуд (США), Айвенгальд (Німеччина)[3].

По завершенню матчу демонструються його найвидовищніші моменти і «групове фото» команди переможців.

## Фабула
У майбутньому під час глобальної кризи — світового повстання роботів омніків (англ. omnics), було створено міжнародний спецпідрозділ героїв під назвою «Overwatch» (Варта).
Зі встановленням миру на планеті запанувала злагода. З роками потреба в «Overwatch» стала слабшати і підрозділ було розпущено. Проте його учасники все ще готові приходити на допомогу і боротися зі злом.

## Персонажі

### Танки
- Ді. ВА. (англ. D.Va) — кореянка, пілот меха, що в минулому займалася кіберспортом і була призвана до армії через загрозу роботів. Володіє стрілецькою зброєю для близьких і середніх дистанцій, захисним щитом, а з допомогою меха здатна літати на короткі дистанції і таранити ворогів. В разі потреби Ді. ВА. підриває мех, знищуючи все навколо, і викликає новий. Справжнє ім'я — Ханна Сон.
- Дорожній хряк (англ. Roadhog) — колишній бандит Мако Рутледж з Австралії, що атакує картеччю і здатний швидко відновлювати частину здоров'я. Боровся проти роботів на своїй батьківщині, яка внаслідок повстання корінних жителів перетворилася на пустку після підриву термоядерного реактора. Через це Мако навчився виживати в будь-яких умовах, не гребуючи ніякими засобами.
- Заря (англ. Zarya) — росіянка-солдат, озброєна променевою гарматою і силовими щитами. Займаючись важкою атлетикою, вона могла стати зіркою світового спорту, але присвятила життя захисту своєї країни від роботів. Справжнє ім'я — Олександра Зарянова.
- Вінстон (англ. Winston) — генетично модифікована горила, видатний учений та винахідник, що виріс на космічній базі Місяця. Озброєний тесла-гарматою, яка уражає електричними розрядами. Вінстон єдиний відмовився приєднатися до повстання інших горил і втік на Землю, вірячи в ідеали людства.
- Рейнхардт (англ. Reinhardt) — шукач пригод з Німеччини, озброєний молотом і одягнений в обладунки. Прославлений у війні з роботами, він став одним з найкращих бійців «Overwatch». Не бажаючи сидіти склавши руки після розпуску організації, Рейнхардт поклявся, що буде захищати порядок в Європі, як середньовічний лицар. Справжнє ім'я — Рейнхардт Вільгельм.
- Оріса (англ. Orisa) — робот, нещодавно сконструйований для захисту міста Нумбані дівчинкою-генієм Іфі Оладеле. Оріса швидко вчиться, але поки не усвідомлює, що рятуючи одних може нашкодити іншим. Вона встановлює щити для захисту союзників і може посилювати їхню зброю.
- Стінобита гиря (англ. Wrecking Ball) — розумний хом'як, результат генної інженерії, котрий пілотує меха. Мех має два режими: чотириногої машини, озброєної кулеметами, та швидкісної кулі, що котиться по землі. Обладнаний адаптивним щитом, який міцнішає, коли поруч перебувають вороги. Здатний падати на ворогів у формі кулі, розкидаючи їх, і розкидати міни.

### Захист
- Мей (англ. Mei) — жінка-кліматолог з Китаю, колишній член «Overwatch». Оснащена обладнанням, з допомогою якого використовує холод для захисту й атак. Працюючи в Антарктиді у складних умовах, вона помістила себе в анабіоз і прокинулася через багато років, коли «Overwatch» вже було розпущено. Мей подорожує світом, шукаючи спосіб самотужки відновити колишні екологічні спостережні пости та знайти причину порушень клімату. Справжнє ім'я — Мей-Лінг Чжоу.
- Смітєвий щур (англ. Junkrat) — розбійник з Австралії, що спеціалізується на вибухах і пастках. Будучи одним із вцілілих після вибуху термоядерного реактора, він має нездорове почуття гумору, всюди сіючи хаос і руйнування. Справжнє ім'я — Джемісон Фокс.
- Згубна вдова (англ. Widowmaker) — жінка-снайпер із Франції. Завдяки своєму спорядженню, вона бачить крізь стіни і користується різноманітними хитрощами й підступами для досягнення перемоги. Була викрадена і перетворена терористами «Кігтя» на свого агента, внаслідок чого була позбавлена емоцій і відчуває задоволення тільки від убивств. Справжнє ім'я — Амелі Лакруа.
- Торбьйорн (англ. Torbjörn) — конструктор зброї зі Швеції, котрий користується ковальським приладдям в бою. Завдяки його винаходам люди отримали перевагу в боротьбі з роботами, але після розпуску «Overwatch» чимало його напрацювань було викрадено. Торбьйорн прагне не допустити аби його винаходи служили злу. Справжнє ім'я — Торбьйорн Ліндхольм.
- Бастіон (англ. Bastion) — робот, здатний до саморемонту і перемикання між стаціонарним та мобільним режимами робота й танка. Бастіон був одним з роботів, які боролися з людьми і після поразки лежав бездіяльним багато років. Активувашись, він побачив навколо дику природу і відтоді цікавиться нею, а не війнами, хоча й остерігається людей.
- Хандзо (англ. Hanzo) — найманець з Японії, озброєний високотехнологічним луком і стрілами. Походить з давнього роду мафіозі, майстерно володіє бойовими мистецтвами і прагне відновити свою честь, заплямовану вбивством брата, що не бажав бути злочинцем. Повне ім'я — Ханзо Шімада.
- Кулак фатуму (англ. Doomfist) — темношкірий нігерієць Аканде Оґундіму, що під час повстання машин втратив руку і замінив її на потужний протез, власне сам «Кулак фатуму», який відібрав у свого вчителя бойових мистецтв. Оґундіму працює на терористичну організацію «Кіготь» (англ. Talon) і переконаний, що конфлікти, створені нею, роблять людство сильнішим.
- Аше (англ. Ashe) — жінка-стрілець, очільниця банди вигнанців з Аризони. Покладається на використання дробовика «Гаюдка» та динаміту. Може тимчасово прикликати ручного омініка B.O.B.-а. Справжнє ім'я — Елізабет Каледонія.

### Штурм
- Ґенджі (англ. Genji) — кіборг з Непалу, що володіє арсеналом ніндзя. Свого часу, будучи людиною, відмовився продовжувати злочинну справу свого батька і був за це скалічений у бою своїм братом. Врятований «Overwatch» шляхом кіборгізації і наречений роботом-монахом Дзеньяттою, Ґенджі розцінює своє механічне тіло як дар долі. Повне ім'я — Ґенджі Шімада.
- Солдат: 76 (англ. Soldier: 76) — колишній боєць «Overwatch», озброєний імпульсною рушницею та здатний лікувати себе і союзників навколо. Його ціллю є розкрити правду про причини розпуску «Overwatch», нападаючи на підпільні організації та об'єкти «Overwatch». Справжнє ім'я — Джек Моррісон.
- Трейсер (англ. Tracer) — дівчина з Англії, шукачка пригод. Озброєна скорострільними пістолетами і може повертати час на кілька секунд назад, повертаючись на колишнє місцерозташування і стан. Внаслідок невдалого експерименту вона довго стрибала по різних часах, поки завдяки винаходу Вінстона не змогла утримуватися в теперішньому. Справжнє ім'я — Лєна Окстон.
- Кессиді (англ. Cassidy, раніше Маккрі, англ. McCree) — колишній бандит, мисливець за головами з Нью-Мексико, був завербований до лав «Overwatch». Майстерно володіє стрільбою з револьвера. Він вірить, що борючись зі злочинцями може спокутувати свою провину перед людством. Повне ім'я — Коул Кессиді (раніше Джессі МакКрі). Персонажа було названо на честь співробітника Activision Blizzard, провідного дизайнера, який опинився в 2021 році в центрі скандалу, через що Маккрі перейменували на Кессиді.
- Жнець (англ. Reaper) — похмурий найманець в масці, про якого майже нічого не відомо. Озброєний дробовиком і може переноситися з місця на місце, стаючи нематеріальним. Жнець бере участь у різних терористичних атаках по всьому світу, але його цілі лишаються неясними, крім того, що він розшукує колишніх членів «Overwatch». Справжнє ім'я — Габріель Рейєс.
- Фара (англ. Pharah) — начальниця служби безпеки з Єгипту, котра носить експериментальні обладунки. Володіє ракетометом і реактивним ранцем. З дитинства мріючи вступити до лав «Overwatch», вона стала видатним лідером і бійцем. Попри розпуск «Overwatch», Фара бореться зі злом в рядах агентства Helix Security International. Справжнє ім'я — Фарія Амарі.
- Сомбра (англ. Sombra) — жінка-хакер з Мексики, 30 років, здатна ставати невидимою, телепортуватися, робити аптечки безкорисними для ворогів, а також відключати їхні вміння. Справжнє ім'я — Олівія Коломар.
- Ехо (англ. Echo) — омнік-жінка, створена вже після війни доктором Міною Ляо. Здатна літати й ковзати по землі, покладається на короткі постріли та кидання липучих гранат. Ехо може тимчасово перейняти спеціальну здатність будь-якого ворога.

### Підтримка
- Лусіо (англ. Lúcio) — діджей з Бразилії, котрий атакує і обороняється за допомогою потужних звукових хвиль. Коли його країна постраждала від повстання роботів, Лусіо став борцем проти свавілля корпорації Vishkar, надихаючи народ своєю музикою. Повне ім'я — Лусіо Коррея дос Сантос.
- Симетра (англ. Symmetra) — дівчина-архітектор з Індії, озброєна самонавідною променевою зброєю. Вміє встановлювати турелі, створювати силовий щит і телепортуватися. Працюючи над технологією «твердого світла», вона мріяла створити нові міста для знедолених жителів Землі, але усвідомила, що ця технологія може служити і для підтримання порядку у світі. Справжнє ім'я — Сатья Вашвані.
- Милість (англ. Mercy) — польова лікар зі Швейцарії, котра спеціалізується на лікуванні та воскресінні союзників. Завдяки своєму костюму «Валькірія», що надає їй вигляду янгола, здатна літати. Осиротівши на війні з роботами, вона присвятила себе рятуванню життів інших, а після розпаду «Overwatch» турбується про постраждалих по всьому світу. Справжнє ім'я — Ангела Циглер.
- Дзенята (англ. Zenyatta) — мандрівний робот-монах з Непалу, котрий маніпулює силами порядку і дисгармонії. Може ставати нематеріальним, відновлюючи здоров'я союзникам навколо. Є одним з тих роботів, які вірять, що і люди і роботи мають душу, тому і ті і ті мають жити в мирі. Дзеньята вирішив особисто проповідувати серед людей, за потреби силою захищаючи невинних. Повне ім'я — Текхарта Дзенята.
- Ана (англ. Ana) — снайперка, 60 років, одна із засновників Overwatch і героїня війни з роботами. Свого часу втратила око в бою зі Згубною вдовою і довго вважалася загиблою. Повернулася до захисту миру, викравши спорядження Overwatch. Її особлива рушниця і гранати можуть як ранити ворогів, так і лікувати союзників. Повне ім'я — Ана Амарі.
- Бригітта (англ. Brigitte) — інженер, шукачка пригод зі Швеції, донька Торбьйорна, похресниця Рейнхардта. Здатна лікувати союзників, надавати ім броню та блокувати шкоду своім щитом. Мандрує світом разом з Рейнхардтом, доглядаючи за його обладунками. Повне ім'я — Бригітта Ліндхольм.
- Мойра (англ. Moira) — геніальній генетик з Ірландії, котра здатна лікувати союзників та витягувати життя з ворогів. Колись викликала фурор своєю науковою роботою, що була визнана небезпечною та етично неприйнятною та нашкодила її репутації. Розробляла зброю та технології для «Overwatch», після розпаду організації приєдналась до наукової спільноти міста Оазис. Але ходять чутки, що зараз вона отримує фінансову допомогу від «Кігтя». Повне ім'я — Мойра О'Доран.
- Святитель (англ. Baptiste) — гаїтянський польовий лікар, колишій оперативник. Його зброя лікує союзників, а спеціальні черевики дозволяють високо стрибати. Спеціальна здатність створює навколо поле, перебуваючи в якому союзники не можуть загинути, поки поле діє. Також може суттєво посилювати союзників на короткий час. Справжнє ім'я — Жан-Баптист Августин.

## Розробка
Гру було анонсовано на фестивалі BlizzCon 2014. Зазначалося, що розробкою керує Джефф Каплан, колишній директор World of Warcraft. За словами співзасновника Blizzard Entertainment Міхаеля Морхайма, «Наша мета в Overwatch — це створення відмінного шутера, доступного широкій аудиторії, але який в той же час володіє глибиною і екшеном, які так люблять шанувальники цього жанру». Кріс Метцен додав, що Overwatch, особливо карти, є спадком скасованої MMORPG під назвою Titan, проте ігри зовсім різні. Гра мала бути зосередженою на виконанні завдань для всієї команди, проте не наборі якомога більшої кількості убивств, тому в Overwatch не буде режиму deathmatch. Метцен зауважив, що розробники прагнули створити шутер, який не виглядав би цинічним, спонукав би до командної роботи і дружньої співпраці, а не вбивати від початку гру.
Джефф Каплан стосовно наявності режиму кампанії висловився, що гра матиме сюжет, але подаватиметься він через репліки персонажів і їхню взаємодію зі світом. Також він повідомив, що не виключає можливості підтримки користувацьких модифікацій, а розробляється гра для ПК. В червні 2015 Каплан уточнив, що розробники бажають мати широку аудиторію майбутньої гри, тож вона, імовірно, вийде і для консолей.
Набір героїв Overwatch розглядався як представлення багатьох гендерів і народів (чоловіків, жінок, істот не-людей; китайців, росіян і т.д). Джеф Каплан пояснив це створенням гри «для всіх».
Закрите бета-тестування стартувало 27 жовтня 2015 року для Європи та Америки. Заявку могли подати всі бажаючі, але кількість тестерів була обмеженою.
На BlizzCon 2015, 6 листопада, стала відома орієнтовна дата виходу гри — весна 2016 року, включаючи як ПК так і консолі. Того ж дня стало відомо, що Overwatch не буде free-to-play, а всі версії включатимуть 21 героя.
З рекламною метою випускалися короткометражні анімаційні відеоролики, що розповідають про світ гри і персонажів. Так 23 березня вийшов епізод «Загальний збір», присвячений Вінстону, стурбованому останніми новинами, котрий протистоїть нападу Женця. 4 квітня вийшов епізод «Життя і смерть», де Вдова намагається вчинити замах на робота-пророка. Про конфлікт Ханзо і Ґенджі розповіло відео від 16 травня, а 19 вийшла короткометражка про Солдата-76. Крім них публікувалися комікси про інших персонажів і 16 березня відбувся анонс масштабного комікса, присвяченого повстанню омніків.
Відкрите бета-тестування тривало від 4 по 10 травня. На середину травня 2016 року в бета-версію зіграли рекордні для Blizzard 9,7 млн чоловік, завершивши 37 млн матчів, які тривали в сукупності 4,9 млрд хвилин. Це стало найвищим показником для бета-версій ігор Blizzard загалом і перевершило інші популярні багатокористувацькі ігри, як Destiny та The Division. Крім того вдалося визначити найпопулярніших героїв, ними стали Солдат-76, Згубна вдова, Рейнхардт і Ангел.
Запуск серверів Overwatch планувався одночасним по всьому світу, але для завантаження вона стала доступною вже з 21 травня. В Північній і Південній Америці гра стартувала 23 травня, в Європі, Азії, Австралії та Океанії, з причини різниці часових поясів — 24 травня. В Україні почати грати в Overwatch можна було з 1 ночі 24 травня. Для гри в дискову версію для ПК необхідний клієнт Battle.net.
Від закриття бета-тестування обіцялося ввести змагальний режим до кінця червня, який зробить гру серйознішою. Він триватиме впродовж сезонів, кожен по два з половиною місяці. У грі з'явиться показник майстерності, який бачитимуть всі користувачі. Залежно від перемог, поразок і інших чинників, він виражатиметься числом від 1 до 100. Він буде як зростати, так і падати. На початку матчу гравці бачитимуть середній показник ворожої команди і кожного окремого супротивника. У винагороду персонажі отримуватимуть косметичні доповнення, зокрема золоті костюми і зброю.
Липневе оновлення додало нового персонажа, Ану, і змінило баланс. Місткість обойми самої Ани зросла, Дзенята отримав більший запас здоров'я, відновлення захисної матириці Ді. ВА прискорилося в кілька разів, а МакКрі став хорошим стрільцем і на дальні дистанції. Було збільшено затримку перед поверненням героїв на поле бою, а в змагальних матчах встановлено ліміт на однакових героїв  — у команді не може бути тих самих. Лікувальні здібності стали також заповнювати шкалу суперздібності при застосуванні, а ціна суперздібностей зазнала переоцінки. Зросла точність налаштувань гри, даючи змогу вводити числові значення параметрів поряд з регулюванням їх повзунками.
У листопаді для власників ПК-версії гри стала доступна Сомбра і нові режими — битви 1 на 1, 2 на 2 і 3 на 3, де слід впродовж кількох раундів змагатися за лідерство в очках. Старі режими зазнали доопрацювання, а саме в «швидких матчах» учасникам більше не можна обирати однакових героїв. Того ж місяця, з 18 по 21 число, Overwatch стала безкоштовною для всіх платформ, вимагаючи тільки реєстрації на Battle.net.
З нагоди свят періодично відбувалися сезоні події, що супроводжувалися тематичними змінами оформлення гри. Також додавалися нові карти й герої.
Через скандал щодо сексуальних домагань у колективі Activision Blizzard, 26 жовтня 2021 року персонажа Маккрі перейменували на Кессиді, оскільки його було названо на честь провідного дизайнера Overwatch.

## Оцінки й відгуки
| Агрегатор  | Оцінка                                     |
| ---------- | ------------------------------------------ |
| Metacritic | 92/100 (ПК) 92/100 (Xbox One) 90/100 (PS4) |

| Видання        | Оцінка |
| -------------- | ------ |
| Destructoid    | 10/10  |
| Game Informer  | 10/10  |
| GameRevolution | [ 35 ] |
| GameSpot       | 9/10   |
| IGN            | 9.4/10 |
| Polygon        | 8/10   |
| VideoGamer.com | 9/10   |

Overwatch отримала повсюдне схвалення і високі оцінки, на агрегаторі Metacritic гра зібрала 92 бали зі 100 від критиків і 7,2 з 10 від гравців у версії для ПК.
IGN оцінили гру в 9.4/10, відзначивши персонажів і карти, написавши, що «Overwatch докладає всіх зусиль аби показати своїх персонажів і локації більше як людей і місця, а не маріонеток і декорації».
У Gamespot гру оцінили в 9 з 10 з висновком: «Overwatch кмітливим каскадом відмінних ідей, що підтримують одна одну, вкладаючись одна до заплітаючись в клубок, складаючи підґрунтя блискучого шутера».

### Популярність
За тиждень після випуску гри Blizzard доповіли, що в Overwatch зіграли 7 млн людей. Вони провели в грі 119 млн годин, тобто кожен в середньому приділив 16 годин. Гравці в боях 326 млн разів змінювали персонажів і успішно супроводили вантаж 11 млн. За підсумками 2016 року Overwatch стала найприбутковішою відеогрою року для ПК, принісши Blizzard $585,6 млн. На січень 2017 кількість гравців сягнула 25 млн.
У травні 2017 року кількість гравців досягнула 30 млн, а сама гра принесла Blizzard $1 млрд. Overwatch встановила рекорд зі швидкості завоювання популярності серед ігор цієї компанії. Стиль Overwatch було використано в рекламі кандидатів на посаду президента в Південній Кореї, де протистояння між ними зображалося як матч відеогри з характерним інтерфейсом і музикою.
Сайт Esports.net писав у 2020 році, що Overwatch утримувала популярність довго, як на ігри своєї категорії. Проте стрімкі зміни в колективі Activision Blizzard (звільнення багатьох розробників і менеджерів) вплинули на вихід оновлень, які й так стали обмежуватися випуском скінів і подій, і спонукав спонсорів кіберспорту відвернутися від гри. Тому гравці більше не мають стимулу повертатися до гри.

### Нагороди
| Рік  | Нагорорда                   | Категорія                                  | Результат | Примітка      |
| ---- | --------------------------- | ------------------------------------------ | --------- | ------------- |
| 2016 | Golden Joystick Awards 2016 | Найкраща оригінальна гра                   | Перемога  | [ 48 ] [ 49 ] |
| 2016 | Golden Joystick Awards 2016 | Найкращий візуальний дизайн                | Номінація | [ 48 ] [ 49 ] |
| 2016 | Golden Joystick Awards 2016 | Найкраще аудіо                             | Номінація | [ 48 ] [ 49 ] |
| 2016 | Golden Joystick Awards 2016 | Найкраща мультиплеєрна гра                 | Перемога  | [ 48 ] [ 49 ] |
| 2016 | Golden Joystick Awards 2016 | Найкращий момент гри (Грання)              | Перемога  | [ 48 ] [ 49 ] |
| 2016 | Golden Joystick Awards 2016 | Гра року                                   | Номінація | [ 48 ] [ 49 ] |
| 2016 | Golden Joystick Awards 2016 | ПК-гра року                                | Перемога  | [ 48 ] [ 49 ] |
| 2016 | Golden Joystick Awards 2016 | Змагальна гра року                         | Перемога  | [ 48 ] [ 49 ] |
| 2016 | The Game Awards 2016        | Гра року                                   | Перемога  | [ 50 ]        |
| 2016 | The Game Awards 2016        | Найкраще керівництво року [у розробці гри] | Перемога  | [ 50 ]        |
| 2016 | The Game Awards 2016        | Найкраще арткерівництво року               | Номінація | [ 50 ]        |
| 2016 | The Game Awards 2016        | Найкраща екшн-гра                          | Номінація | [ 50 ]        |
| 2016 | The Game Awards 2016        | Найкращий мультиплеєр                      | Перемога  | [ 50 ]        |
| 2016 | The Game Awards 2016        | Кіберспорт року                            | Перемога  | [ 50 ]        |